# Jean-Claude Rivest
Jean-Claude Rivest, né le 27 janvier 1943 à L'Assomption, est un avocat et un homme politique québécois (canadien). Associé au Parti libéral du Québec depuis la fin des années 1960, il siège à l'Assemblée nationale du Québec comme député libéral et se fait connaître d'un grand public en tant que principal conseiller politique du premier ministre du Québec Robert Bourassa pendant son second gouvernement. Depuis 1993, il siège au Sénat du Canada.

## Biographie
Après des études au Collège de l'Assomption et à l'Université de Montréal, il est admis au barreau du Québec en 1966. Il poursuit des études spécialisées en droit administratif et constitutionnel et obtient un diplôme d'études supérieures en 1967.
Il devient secrétaire particulier de Jean Lesage pendant deux ans avant d'entrer au cabinet du premier ministre Robert Bourassa, lors de son élection en 1970. Sous le titre officiel de Secrétaire à la législation et aux activités parlementaires, M. Rivest a pour fonctions de conseiller le premier ministre. C'est lui qui, par exemple, a présenté le refus du gouvernement québécois à la Charte de Victoria, un projet de réforme constitutionnelle avorté en 1971. Proche de Robert Bourassa, Jean-Claude Rivest devient « tantôt le confident, tantôt le conseiller, tantôt fou du roi » du premier ministre, évalue Jean-François Lisée, auteur de deux ouvrages sur le deuxième gouvernement de Robert Bourassa.
Après la défaite de M. Bourassa en 1976, il devient conseiller spécial de Gérard D. Lévesque, qui assume un long intérim.
En 1979, il est élu député libéral de la circonscription de Jean-Talon à l'Assemblée Nationale du Québec lors de l'élection partielle du 30 avril 1979. Il est réélu lors de l'élection générale québécoise de 1981, mais ne se représentera pas en 1985.
Jean-Claude Rivest fut, avec John Parisella et Pierre Anctil, l'un de ses principaux conseillers politiques pendant presque toute la durée de son second gouvernement. Il a participé au développement de la stratégie constitutionnelle du gouvernement du Québec lors des négociations de l'Accord du lac Meech, de la commission Bélanger-Campeau et de l'Accord de Charlottetown.
Selon Jean-François Lisée, « Rivest, [...], est l'homme des besognes qui demandent cynisme et doigté, pensée stratégique et maniement du double-sens »
Le premier ministre Brian Mulroney le nomme au Sénat canadien le 11 mars 1993. Il a siégé au sein du caucus du Parti progressiste-conservateur jusqu'à la fusion avec le parti de l'alliance canadienne, en février 2004. Après quelques mois avec le caucus du nouveau Parti conservateur, le sénateur Rivest quitte le caucus pour siéger à titre d'indépendant.
Il est membre de plusieurs comités sénatoriaux, dont les comités des Affaires juridiques et constitutionnelles et celui des langues officielles.